# Croton dusenii
Espèce
Classification APG II (2003)
Croton dusenii est une espèce de plantes à fleurs du genre Croton et de la famille des Euphorbiaceae, présente au Brésil (Santa Catarina).
Son épithète spécifique dusenii rend hommage au botaniste suédois Per Karl Hjalmar Dusén.